# Michael Andrew
Michael Andrew (* 18. April 1999 in Edina (Minnesota)) ist ein US-amerikanischer Schwimmer, Olympiasieger (2020) und Weltmeister (2022). Im Alter von 14 Jahren wurde er Amerikas jüngster Schwimmprofi.

## Werdegang
Andrews Eltern sind strenggläubige Christen und stammen aus Südafrika. Andrew erhält Homeschooling durch die Liberty University. Er wird durch seinen Vater Peter Andrew nach der USRPT-Methode (englisch ultra-short race-pace training) trainiert.
Michael Andrew schwimmt alle vier Stile und hat 78 Altersklassenrekorde aufgestellt (Stand: Juli 2015).
Bei den Kurzbahnweltmeisterschaften 2016 in Windsor gewann er über 100 Meter Lagen die Goldmedaille. Er stellte in Indianapolis (ArenaProswim) im März 2017 einen neuen Juniorenweltrekord über die 200 m Lagen in 1:59,12 min auf. Nach diesem Event liegt Andrew auf Platz 2 der ewigen Bestenliste der 17- bis 18-Jährigen der USA. Beim Weltcup-Meeting in Peking am 11. November 2017 stellte Andrew über die 100 m Lagen in 51,86 s den ersten „offiziellen“ Juniorenweltrekord der Schwimmgeschichte auf.
Bei den Pan Pacific Championships 2018 gewann er Gold über 50 m Freistil.
Im Dezember 2018 reichte der damals 19-Jährige zusammen mit seinem Landsmann Tom Shields, der Ungarin Katinka Hosszú sowie dem ukrainischen Unternehmer Kostjantyn Hryhoryschyn eine Klage gegen den Schwimm-Weltverband FINA ein, um das Monopol der FINA auf die Austragung von internationalen Schwimm-Wettkämpfen zu brechen.